# Nopalucan de la Granja
Nopalucan de la Granja är en kommunhuvudort i Mexiko.   Den ligger i kommunen Nopalucan och delstaten Puebla, i den sydöstra delen av landet, 140 km öster om huvudstaden Mexico City. Nopalucan de la Granja ligger 2 420 meter över havet och antalet invånare är 5 641.
Terrängen runt Nopalucan de la Granja är platt åt nordost, men åt sydväst är den kuperad. Runt Nopalucan de la Granja är det tätbefolkat, med 319 invånare per kvadratkilometer. Närmaste större samhälle är Huamantla, 15,1 km nordväst om Nopalucan de la Granja. Trakten runt Nopalucan de la Granja består till största delen av jordbruksmark.